# صموئيل الكسندر
صموئيل الكسندر (بالإنجليزية: Samuel Alexander)‏ (و. 1858 – 1910 م) هو جراح، وأستاذ جامعي، من الولايات المتحدة الأمريكية، ولد في مدينة نيويورك، توفي في مدينة نيويورك، عن عمر يناهز 52 عاماً بسبب التهاب الزائدة الدودية.

## التعليم
تعلم في Bellevue Hospital Medical College ‏، وتحصل منها على دكتور في الطب، وجامعة برنستون.